# ドクターロートレックと忘却の騎士団
『ドクターロートレックと忘却の騎士団』（ドクターロートレックとぼうきゃくのきしだん）は、コナミデジタルエンタテインメントから2011年7月7日に発売されたニンテンドー3DS用ゲームソフト。ヨーロッパでは同年11月25日、アメリカでは同年12月6日に発売。

## 概要
19世紀末のパリを舞台に、国立自然史博物館の考古学教授・ロートレックが助手のソフィーと共に財宝を求めて、地下洞窟のパズルを攻略していく宝探しアドベンチャー。

## 登場キャラクター
ドクター・ロートレック(本名 ジャン＝ピエール・ロートレック)声 - 岸谷五朗
本作の主人公。国立自然史博物館に籍を置く考古学者。沈着冷静、論理的で博識であり、数々の考古学的発見に寄与し若くして教授職の任に着いている。一方、人とのコミュニケーションは苦手で口が悪く皮肉屋。生きている宝（トレゾールアビテ）の謎を解く事が当面の生き甲斐。
ソフィー・クーベルタン声 - 武井咲
パリ大学の学生。とある発掘調査でロートレックの助手のアルバイトを務めて以来研究室に入り浸り、趣味で助手まがいの手伝いをしている。生きている宝（トレゾールアビテ）に宿る精霊（ガルディアン）を目視できる特技技能を持つ。ロートレックに好意を抱いている模様。
キキ声 - 池田千草
ロートレックの研究室、又は帽子の中に居ついているサル。ペットとして飼われているわけではないが、ロートレックになぜか懐いている。イタズラ好き。バナナが好物。
クロード・バロー声 - 宮坂俊蔵
パリの地下を冒険する冒険者（アヴァンチュリエ）の一人。偏屈なロートレックの数少ない友人。ニヒル。ミレディに思いを寄せる冒険者。プレイボーイらしいが、本人はミレディ一筋だと言って憚らない。
ミレディ声 - 渡辺美佐
バレ・ガルニエ（オペラ座）の地下にある冒険者の酒場「ルペール」を仕切る仮面の婦人。酒場に集う冒険者（アヴァンチュリエ）達に"宝の地図"を売っているが、どこから入手しているのか何が目的なのか一切不明の"謎の女"。
ギュスタフ・ブロッケンシュタイン声 - 稲田徹
パリの地下を冒険する冒険者（アヴァンチュリエ）の一人。ロートレックをライバル視している。自称考古学者。単純で何でも力で解決するクセがあるが優良企業ブロッケンシュタイン社の社長でもある。
グレゴワール・ゴトー声 - 佐藤正治
謹厳実直なパリ市警に勤める老警部。パリの地下洞窟にいる冒険（アヴァンチュリエ）の退治に勤しむ。ロートレックの才能は認めているが、気にくわない。娘が一人おり、写真を持ち歩くほど可愛がっている。
マリー・ベルトワーズ声 - 折笠富美子
フランスブルボン朝の直系王族の娘。今は没落貴族の地位に甘んじている。一族をしばりつけた因縁の鎖を断ち切ろうとロートレックの元を訪れた。
ジャック＝マリー・ヴィドック声 - 神奈延年
ソルボンヌ大学の教授を名乗るがその事実はない。マリーの遠縁の親戚筋で、両矛の花弁騎士団の頭領であり首謀者。
ジャン・ルグラン声 - 設楽統
マフィアの下部組織の長。相棒のポールとは義兄弟で常に行動を共にしている。キザで女好き。ポールと共にヴィドックに仕えている。
ポール・ルプティ声 - 日村勇紀
マフィアの下部組織の長で、叔父はマフィアの幹部。相棒のジャンとは義兄弟で常に行動を共にしている。メカ好きで、いろいろなメカを発明している。ジャンと共にヴィドックに仕えている。女の子に優しい。
サンモディ
胸に生きている宝（トレゾールアビテ）をいだく怪物。何らかの理由で生きたまま生きている宝（トレゾールアビテ）を体内に取り込んでしまい正気を失った人間。人間離れした怪力を持つ。サンモディはフランス語で"汚れた血"の意味。
オペラ座の怪人声 - 茶風林
オペラ座ガルニエ宮の地下に住まう謎の集団"剣の花弁騎士団"の首領。"パリそのもの"と本人が語る深淵な謎を代々守り続けていたがマリーにより解放され、騎士団の若者の社会復帰のために活躍している。